# Władysław Ogrodowicz
Władysław Stanisław Wojciech Ogrodowicz h. Brochwicz (ur. w 1841 roku w Parlinie, zm. w 1883 roku) – polski szlachcic, ziemianin, uczestnik powstania styczniowego.

## Życiorys
Był synem Antoniego Napoleona Ogrodowicza (1806-1850), dzierżawcy folwarku Parlin i Apolonii Łebińskiej (ok. 1810)
Pochodził z rodziny o tradycjach patriotycznych. Jego ojciec oraz stryj Maksymilian wzięli udział w powstaniu listopadowym i powstaniu wielkopolskim 1846 roku. Ten drugi poległ w bitwie pod Sokołowem w czasie drugiego powstania wielkopolskiego. Dziadek Franciszek Ogrodowicz był weteranem powstania kościuszkowskiego, zaś pradziadek Karol Ogrodowicz burmistrzem Pyzdr i sygnatariuszem konstytucji 3 maja.
Po 1846 roku rodzina Ogrodowiczów przeniosła się do Słowikowa. Władysław Ogrodowicz ukończył gimnazjum w pobliskim Trzemesznie.
W 1863 roku wziął udział w powstaniu styczniowym. W walkach brał udział także jego brat, Antoni Mikołaj (1846-1927). W Muzeum Historycznym Miasta Krakowa znajduje się jego portret w powstańczym mundurze, wykonany w Krakowie przez Walerego Rzewuskiego. Na jego odwrocie widnieje dedykacja: W dowód szacónku i poważania jako pamiątkę ofiaruję mojej Macosze F.S. Władysław Ogrodowicz. Kraków d. 1.8.1863. Zdjęcie znalazło się w albumie podarowanym Jackowi Lipskiemu.
Po powstaniu trudnił się jako urzędnik w gospodarstwie Bronisława Dąbrowskiego w Winnej Górze. W 1874 roku poślubił Karolinę Umińską (1847-?), wdowę po Józefie Trzebińskim (1802-1873), dziedzica wsi Jabłowo Pałuckie. Tym samym został właścicielem majątku, liczącego wówczas 2999 mórg gruntu. W 1878 r. przystąpił do Towarzystwa Tatrzańskiego. Był także członkiem Zjednoczonego Towarzystwa Przyjaciół Sztuk Pięknych w Krakowie. Zmarł w 1883 roku. Po jego śmierci, Karolina z Umińskich wyszła za Antoniego Swiniarskiego, który to w 1886 r. wystawił majątek na licytację.